# Seimenii-Noi, Cetatea Albă
Seimenii-Noi (în ucraineană Садове, transliterat: Sadove) este un sat în comuna Mologa din raionul Cetatea Albă, regiunea Odesa, Ucraina.

## Demografie
Componența lingvistică a localității Seimenii-Noi
     Ucraineană (83,9%)
     Rusă (9,14%)
     Română (4,26%)
     Bulgară (1,66%)
     Alte limbi (0,42%)
Conform recensământului din 2001, majoritatea populației localității Seimenii-Noi era vorbitoare de ucraineană (83,9%), existând în minoritate și vorbitori de rusă (9,14%), română (4,26%) și bulgară (1,66%).